# Таміка попеляста
Та́міка попеляста (Cisticola cinereolus) — вид горобцеподібних птахів родини тамікових (Cisticolidae). Мешкає в Східній Африці.

## Підвиди
Виділяють два підвиди:
- C. c. cinereolus Salvadori, 1888 — північний схід Ефіопії і північ Сомалі;
- C. c. schillingsi Reichenow, 1905 — південний схід Південного Судану, південь Ефіопії, південь Сомалі, Кенія, північ Танзанії.

## Поширення і екологія
Попелясті таміки живуть в сухих саванах, в сухих чагарникових заростях і на сухих луках.